# Hargicourt (Aisne)
Hargicourt é uma comuna francesa na região administrativa de Altos da França, no departamento de Aisne. Estende-se por uma área de 8,12 km². Em 2010 a comuna tinha 609 habitantes (densidade: 75 hab./km²).